# Трифоновский тупик
Три́фоновский тупи́к — небольшая улица в центре Москвы в Мещанском районе Центрального административного округа между Трифоновской улицей и улицей Советской Армии.

## Происхождение названия
Тупик, так же как и Трифоновская улица, получил название по церкви мученика Трифона, построенной в подмосковном селе Напрудное в конце XV века, которое в XIX веке вошло в черту Москвы.

## Учреждения и организации
- Дом 3 — ЗАО «АЛСИ Фарма».